# Morti nel 1279
| Questa pagina contiene informazioni ricavate automaticamente dalle voci biografiche con l'ausilio del template Bio e di un bot. L'aggiornamento è periodico e automatico e ricostruisce completamente la pagina. Se manca una persona in questa lista, sei pregato di non aggiungerla, ma accertati piuttosto che la sua voce biografica contenga il template Bio e che i dati anagrafici siano correttamente compilati. Se il template Bio manca, inseriscilo tu stesso o, in alternativa, metti l'avviso {{tmp\|Bio}} che ne segnala la mancanza. Se i dati riportati sono sbagliati, correggi direttamente la voce biografica; le modifiche saranno visibili in questa lista entro pochi giorni. Per chiarimenti vedi il progetto biografie. La lista contiene solo le 22 persone che sono citate nell'enciclopedia e per le quali è stato implementato correttamente il template Bio. Pagina aggiornata al 18 mag 2025. |

- 16 febbraio - Alfonso III del Portogallo, sovrano portoghese (n. 1210)
- 5 marzo - Ernst von Ratzeburg, tedesco
- 8 marzo - Adelaide I di Borgogna, nobile (n. 1218)
- 16 marzo - Giovanna di Dammartin, regina (n. 1220)
- 14 aprile - Boleslao il Pio, nobile polacco
- 7 maggio - Alberto di Villa d'Ogna, religioso italiano (n. 1214)
- 28 giugno - Giovanni I di Blois-Châtillon, nobile
- 4 luglio - Ottone di Brunswick-Lüneburg, vescovo cattolico tedesco
- 22 luglio - Filippo di Carinzia, patriarca cattolico austriaco
- 8 agosto - Roberto di Courtenay, vescovo cattolico francese
- 15 agosto - Alberto I di Brunswick-Lüneburg, nobile (n. 1236)
- 31 agosto - Aldobrandino Cavalcanti, vescovo cattolico italiano (n. 1217)
- 3 settembre - Étienne Tempier, teologo e vescovo cattolico francese
- 12 settembre - Robert Kilwardby, cardinale inglese
- 7 dicembre - Boleslao V di Polonia, sovrano polacco (n. 1226)
- 23 dicembre - Martino Polono, arcivescovo cattolico (n. 1215)
- Ban Mueang, sovrano siamese
- Giberto Dandolo, ammiraglio e politico italiano
- Nicola Kán, arcivescovo ungherese
- Corrado di Sassonia, teologo tedesco
- Valerano IV di Limburgo, duca
- Luigi di Castiglia, principe (n. 1243)